# Crossosomataceae
Crossosomataceae је фамилија дикотиледоних биљака из реда Crossosomatales. Обухвата четири рода са десетак врста. Фамилија је распрострањена у сушним пределима САД и Мексика (мадреанска флористичка област).